# Zimiromus exlineae
Zimiromus exlineae Platnick & Shadab, 1976 è un ragno appartenente alla famiglia Gnaphosidae.

## Etimologia
Il nome della specie è in onore della zoologa ed aracnologa Harriet Exline (1909-1968) che raccolse i primi esemplari di questa specie il 7 maggio 1942.

## Caratteristiche
L'olotipo femminile rinvenuto ha lunghezza totale è di 5,11mm; la lunghezza del cefalotorace è di 1,62mm; e la larghezza è di 1,42mm.

## Distribuzione
La specie è stata reperita nell'Ecuador centrale: l'olotipo femminile è stato rinvenuto nei pressi di Baños de Agua Santa, capoluogo del cantone omonimo, appartenente alla provincia del Tungurahua.

## Tassonomia
Al 2016 non sono note sottospecie e dal 1981 non sono stati esaminati nuovi esemplari.